# Бобачёвская роща
Бобачёвская роща — лесопарковая зона в восточной части города Твери площадью 20,5 гектаров, место отдыха жителей Московского района; памятник природы регионального значения. Получила своё современное название в 1960-е годы, до этого называлась Бычковской рощей в честь расположенной рядом деревни Бычково.

## Природа
Большую часть рощи составляет сосновый лес естественного происхождения. На состояние лесопарка, помимо природных факторов (состояние почв) повлияли и антропогенные факторы: нахождение в черте города, непосредственная близость жилых микрорайонов и активное использование в целях рекреации (отдыха), а также соседство с Тверской ТЭЦ-4 и котельной Южного микрорайона. Древесный ярус представлен двумя поколениями сосны: первое поколение — возраст около 90 лет и высота 18-19 метров, второе поколение — возраст 30-40 лет и высота 15-16 метров. Роща является одним из основных мест ночлега птиц семейства врановых — ворон, галок, грачей, сорок.
Рядом с рощей протекает Хлебный ручей, расположен санаторий «Бобачёвская роща», специальная коррекционная школа-интернат № 2, а также несколько летних кафе и торговых точек.

Бобачёвская роща на карте города

## Экологическое состояние
В городской прессе отмечалось заброшенное, неухоженное состояние рощи, а также массовые заболевания сосен и иной растительности в парке, большое количество больных и гнилых деревьев. Отмечены случаи несанкционированной свалки отходов на территории рощи.